# Пенне
Пе́нне (італ. Penne) — муніципалітет в Італії, у регіоні Абруццо, провінція Пескара.
Пенне розташоване на відстані близько 135 км на північний схід від Рима, 45 км на схід від Л'Аквіли, 25 км на захід від Пескари.
Населення — 12 428 осіб (2014).

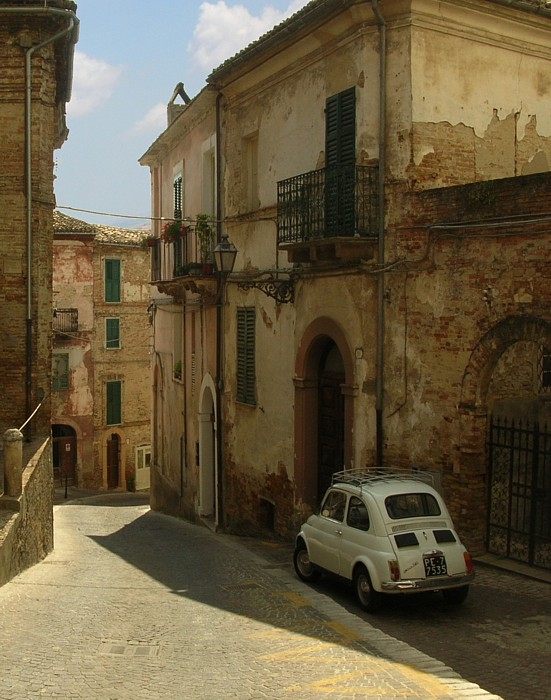

Щорічний фестиваль відбувається 7 травня. Покровитель — San Massimo.

## Демографія
Населення за роками:

Станом на 1 січня 2023 року в муніципалітеті офіційно проживали 502 іноземці з 54 країн, серед них 221 громадянин країн Євросоюзу та 29 громадян України.

## Сусідні муніципалітети
- Арсіта
- Бізенті
- Кастільйоне-Мессер-Раїмондо
- Кастіленті
- Чивітелла-Казанова
- Еліче
- Фариндола
- Лорето-Апрутіно
- Монтебелло-ді-Бертона
- Піччано